# Ljusterö landskommun
Ljusterö landskommun var en tidigare kommun i Stockholms län.

## Administrativ historik
1869 inrättades Ljusterö socken och denna landskommun i Åkers skeppslag i Uppland, från Södra Ljusterö församling i Värmdö skeppslag och Norra Ljusterö delen ur Kulla socken i Åkers skeppslag
1952 genomfördes den första av 1900-talets två genomgripande kommunreformer i Sverige. Denna påverkade dock inte Ljusterö.
Kommunreformen 1971 genomfördes stegvis och sammanläggningen genomfördes i detta fall år 1967 då Ljusterö kommun upphörde och lades samman med Österåkers landskommun. Denna i sin tur lades samman med Vaxholms kommun år 1974. 1983 delades Vaxholms kommun och en ny Österåkers kommun, innefattande Ljusterö inrättades, 
Kommunkoden 1952-1967 var 0218.

### Kyrklig tillhörighet
I kyrkligt hänseende tillhörde kommunen Ljusterö församling.

## Geografi
Ljusterö landskommun omfattade den 1 januari 1952 en areal av 96,34 km², varav 94,67 km² land. Efter nymätningar och arealberäkningar färdiga den 1 januari 1955 omfattade landskommunen den 1 januari 1961 en areal av 99,34 km², varav 97,87 km² land.

### Tätorter i kommunen 1960
I Ljusterö landskommun fanns den 1 november 1960 ingen tätort. Tätortsgraden i kommunen var då alltså 0,0 procent.

## Politik

### Mandatfördelning i valen 1938-1962
| 8 | 12 |

| 19 |

| 5 | 1 | 10 | 4 |

| 18 |

| 4 | 10 | 6 |

| 18 |

| 4 | 7 | 7 | 2 |

| 19 |

| 5 | 5 | 7 | 3 |

| 18 |

| 6 | 5 | 3 | 6 |

| 19 |

| 8 | 4 | 3 | 5 |

| 18 |